# Chimaphila umbellata
Chimaphile à ombelles, Pirole en ombelle
Espèce
Classification APG III (2009)
La Chimaphile à ombelles ou Pirole en ombelle (Chimaphila umbellata) est une espèce de plante à fleur de la famille des Éricacées présente dans les régions tempérées de l'hémisphère nord.
C'est une plante vivace.

## Taxonomie

### Liste des sous-espèces

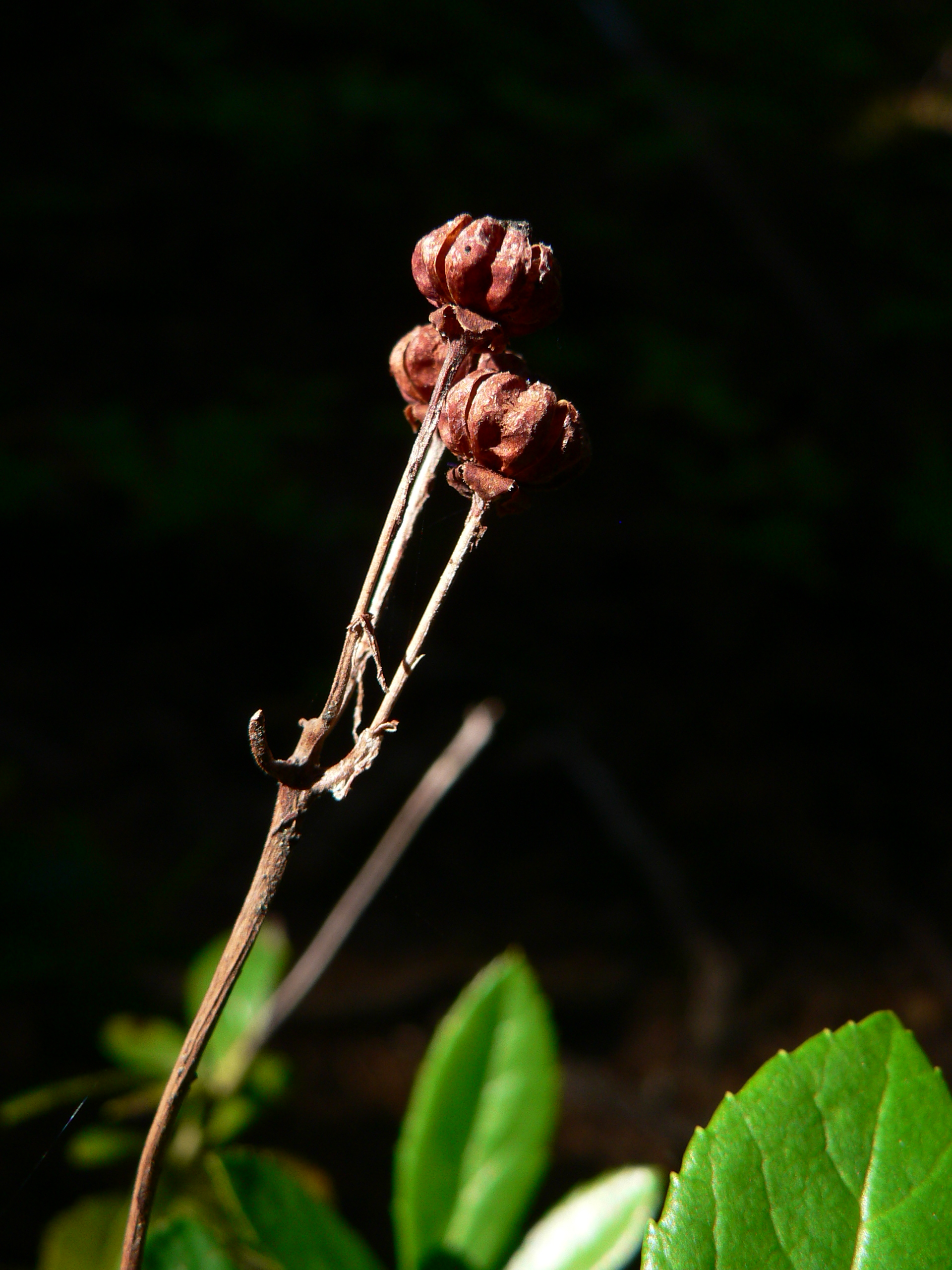
Fruit de C. umbellata subsp. occidentalis.

Selon Walter S. Judd, il existerait quatre sous-espèces dont trois en Amérique du Nord :
- Chimaphila umbellata subsp. umbellata – Europe, Asie.
- Chimaphila umbellata subsp. acuta – Sud-ouest de l'Amérique du Nord.
- Chimaphila umbellata subsp. cisatlantica – Nord-est de l'Amérique du Nord.
- Chimaphila umbellata subsp. occidentalis – Nord-ouest de l'Amérique du Nord.

...

### Liste des sous-espèces et variétés
Selon Catalogue of Life (23 juin 2014) :
- sous-espèce Chimaphila umbellata subsp. acuta
- sous-espèce Chimaphila umbellata subsp. cisatlantica (S.F. Blake) Hultén
- sous-espèce Chimaphila umbellata subsp. domingensis
- sous-espèce Chimaphila umbellata subsp. occidentalis
- sous-espèce Chimaphila umbellata subsp. umbellata

Selon The Plant List (23 juin 2014) :
- sous-espèce Chimaphila umbellata subsp. acuta (Rydb.) Hultén
- sous-espèce Chimaphila umbellata subsp. cisatlantica (Blake) Hultén
- sous-espèce Chimaphila umbellata subsp. domingensis (S.F.Blake) Dorr
- sous-espèce Chimaphila umbellata subsp. mexicana (DC.) Hultén
- sous-espèce Chimaphila umbellata subsp. occidentalis (Rydb.) Hultén

Selon Tropicos (23 juin 2014) (Attention liste brute contenant possiblement des synonymes) :
- sous-espèce Chimaphila umbellata subsp. acuta (Rydb.) Hultén
- sous-espèce Chimaphila umbellata subsp. cisatlantica (S.F. Blake) Hultén
- sous-espèce Chimaphila umbellata subsp. domingensis (S.F. Blake) Dorr
- sous-espèce Chimaphila umbellata subsp. mexicana (DC.) Hultén
- sous-espèce Chimaphila umbellata subsp. occidentalis (Rydb.) Hultén
- sous-espèce Chimaphila umbellata subsp. umbellata
- variété Chimaphila umbellata var. acuta (Rydb.) S.F. Blake
- variété Chimaphila umbellata var. cisatlantica S.F. Blake
- variété Chimaphila umbellata var. mexicana DC.
- variété Chimaphila umbellata var. occidentalis (Rydb.) S.F. Blake
- variété Chimaphila umbellata var. umbellata

## Habitat

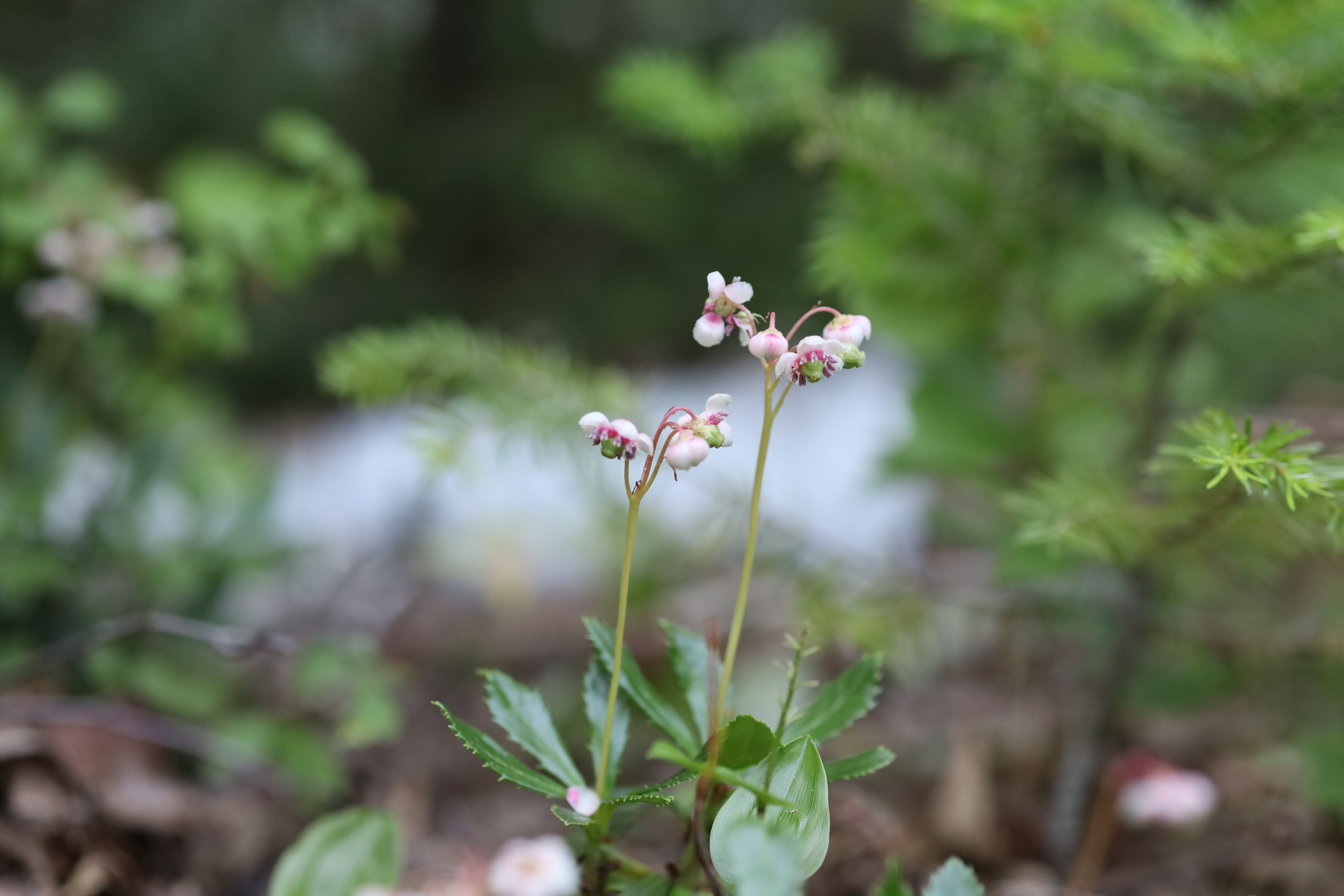
Tourbière du Lac-à-la-Tortue, au Québec, au Canada.

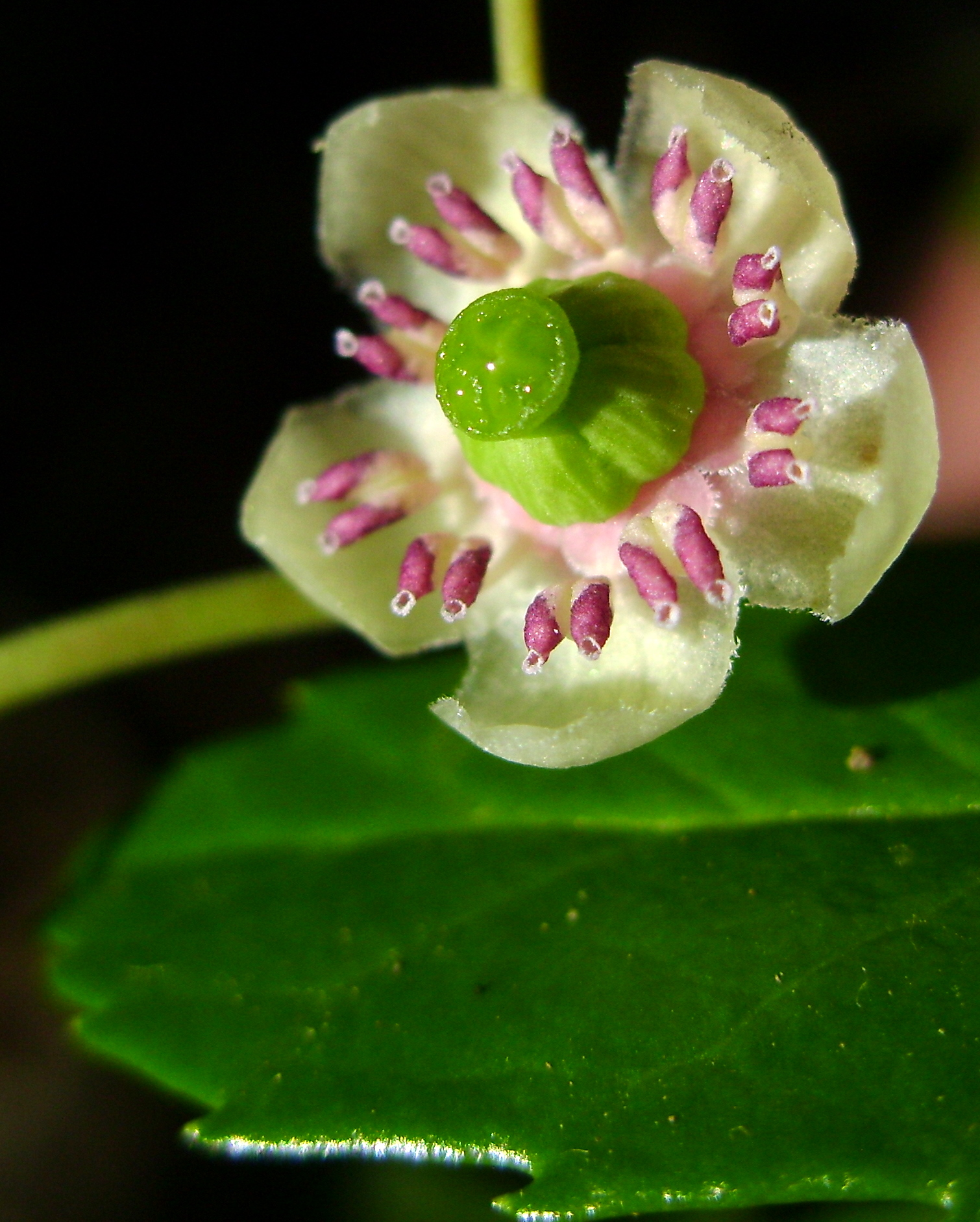
Gros plan sur une fleur.

La plante apprécie les zones boisées sèches ainsi que les milieux au sol sablonneux.

## Écologie
La plante atteint 10 à 35 cm de haut. Ses feuilles sont vert brillant, sempervirent et dentées sur le bord; elles sont organisées en paires opposées ou en groupe de 3-4 le long de la tige. Les fleurs sont blanches ou roses. La plante reçoit une bonne partie de sa nutrition par les champignons du sol.
Selon Craig C. Freeman, il n'existerait mondialement que deux seules sous-espèces :
- Chimaphila umbellata subsp. umbellata – Europe, Asie, Amérique du Nord.
- Chimaphila umbellata subsp. domingensis – endémique de l'île d'Hispaniola.

## Utilisation
La plante est utilisée pour donner du goût à des bonbons et des sodas. Les Autochtones l'utilisaient avec le tabac et pour ses propriétés antiseptiques des reins et de la vessie. Durant la Guerre de Sécession, elle était donnée en décoction aux soldats qui souffraient de la fièvre typhoïde.